# Millennium Force

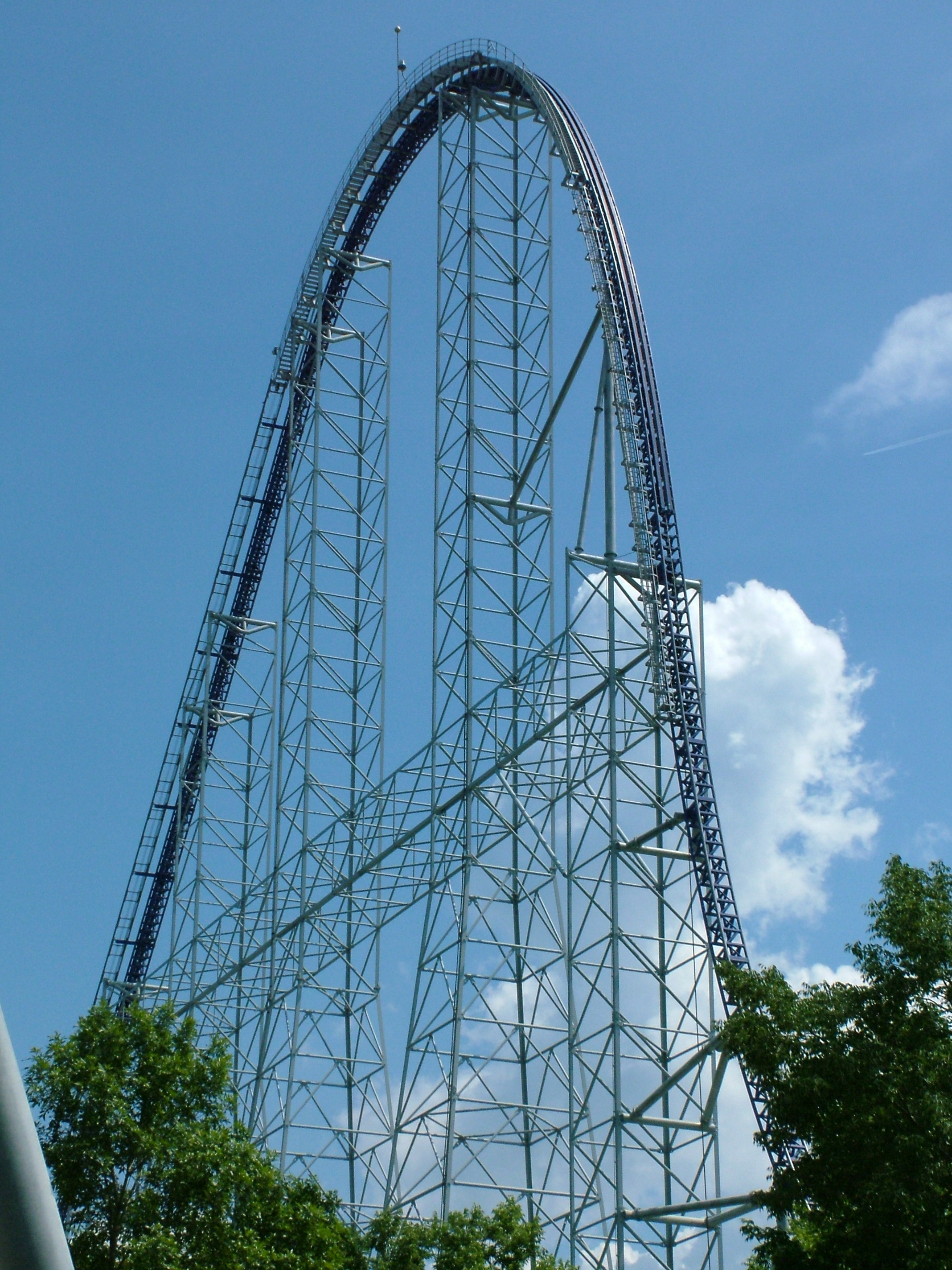
Millenium Force

Millennium Force je ocelová horská dráha umístěná v zábavním parku Cedar Point v Sandusky, Ohio, USA. Byla vybudována v roce 2000 firmou Intamin AG jako 14. horská dráha v parku. V nejvyšším bodě dosahuje výšky 95 metrů (v době dokončení to byla nejvyšší horská dráha na světě s uzavřeným okruhem) a dosahuje se na ní maximální rychlosti 150 km/h. Jako první byl v praxi použit kabelový tažný systém o výkonu 800 koňských sil, místo klasického řetězového.
Jízda trvá 1:45 a neobsahuje žádné inverze.